# デッド オア アライブ6
『デッド オア アライブ6』（デッド オア アライブ シックス、DEAD OR ALIVE 6）は、コーエーテクモゲームスより発売された3D対戦型格闘ゲーム。『デッド オア アライブ シリーズ』のナンバリングタイトル6作目。略称は「DOA6」。
PlayStation 4、Xbox One、Steam版は2019年3月1日発売。
アーケード版はセガのALL.Net P-ras Multi Ver.3にて2019年7月18日より稼働開始。

## 概要
前作『デッド オア アライブ5』から6年半ぶりの新作となる。前作はPlayStation 3、Xbox 360の世代での開発だったが、本作ではハードの世代が一つ進んだ事でよりリアルな描写になっている。物理ライティング、顔の表情、傷や汚れの表現などが実現している。また、タッグバトルがあまり遊ばれていなかったため、本作では全モードで1対1のバトルになる。
PlayStation PlusとMicrosoft Storeでは2019年2月23日、24日限定の体験版が配信された。
新たに、必殺技ゲージ「ブレイクゲージ」とスペシャルボタン（PS4の場合、R1ボタンのこと）が導入され、それらを利用した以下の新システムが導入されている。
- ブレイクブロー（ブレイクゲージが100%溜まったときに出せる必殺技）
- ブレイクホールド（ブレイクゲージを50%消費して出せる。上中下段攻撃を全てホールドできる）
- フェイタルラッシュ（スペシャルボタンを4回押すだけで4連続コンボが可能。ブレイクゲージが100%溜まっているとき、最後の4回目の攻撃がブレイクブローになる）
- サイドアタック（敵の攻撃を横にかわしながら攻撃する。発売当初は無制限に使えたが、Ver.1.05からブレイクゲージの25%を消費するようになった）

## システムの方針
前作、『デッド オア アライブ5』は基本無料版を含めると全世界で1000万ダウンロードを達成したが、格闘ゲームのコアゲーマーだけでなく、初心者も増えてきた。そうした中で新規のユーザーにも分かりやすいシステムが求められ、新たに『DOA6』ではブレイクゲージやスペシャルボタンが実装された。本作のプロデューサーの新堀洋平は『オーバーウォッチ』のアルティメットアビリティや『Destiny』のスーパースキルが発想の原点になったと語っている。新堀はこれらのFPSが下手だが、こういった「ゲージを貯めて使う必殺技」的なシステムは分かりやすく、例え負けたとしてもこれらの技を発動して当てられれば、「一矢報いた」という爽快感に繋がると考えた。
また、初心者でも扱いやすいキャラクターとして、操作がシンプルな新キャラクターのディエゴとNiCOが用意された。

## キャラクター
登場キャラクターはゲストキャラクターを除くと26人。本作からの新キャラクターとしてディエゴとNiCOが追加されている。

### デフォルトキャラクター
かすみ (Kasumi)
声 - 桑島法子
霧幻天神流のくノ一。本作のデフォルトコスチュームは黒いボディスーツとなっている（コスチュームセレクトで従来の青い服も選択可能）。
ザック (Zack)
声 - 島田敏
ファンキーなDJで自己流のムエタイを使う。デフォルトコスチュームはサングラスをかけて青いスーツを着ている。
こころ (Kokoro)
声 - 川澄綾子
日本舞踊と八極拳を使う少女。
バース (Bass)
声 - 三宅健太
伝説のレスラー。身長196cm、体重157kgの巨漢。
リグ (Rig)
声 - 東地宏樹
DOATECの石油プラントの施設長。
あやね (Ayane)
声 - 山崎和佳奈
抜け忍となったかすみを追う少女。
バイマン (Bayman)
声 - 銀河万丈
プロの殺し屋。デフォルトコスチュームはオレンジ色のベレーをかぶり、サングラスをしている。
ラ・マリポーサ (La Mariposa)
声 - 坂本真綾
ルチャリブレを使う覆面レスラー。ティナのライバル。
ティナ (Tina)
声 - 永島由子
バースの娘で、幼少時からプロレスを習得している。
ミラ (Mila)
声 - 白石涼子
バースに憧れるスペイン出身の少女。総合格闘技を使い、アルバイトに励んでいる。
クリスティ (Christie)
声 - 三石琴乃
M.I.S.T.に所属する暗殺者。
雷道 (Raidou)
声 - 稲田徹
霧幻天神流の忍者。第1回大会で爆死したと思われていたが、旧DOATECのバイオテクノロジーで蘇った。
ディエゴ (Diego)
声 - 安元洋貴
アメリカ出身のストリートファイター。母の為にストリートファイトで生活費を稼いでいる。
マリー・ローズ (Marie Rose)
声 - 相沢舞
エレナの召使いの少女。
エレナ (Helena)
声 - 小山裕香
DOATECの総帥で、「デッド オア アライブ」を開催する。
ジャン・リー (Jann Lee)
声 - 神奈延年
ジークンドーの達人。
ほのか (Honoka)
声 - 野中藍
日本人の学生だが、見た技をすぐに習得できる特殊能力の持ち主。
NiCO
声 - 上坂すみれ
M.I.S.T.の天才科学者。電撃を使う。髪は水色のボブカットで、眼鏡をかけている。
リュウ・ハヤブサ (Hayabusa)
声 - 堀秀行
隼流の忍者。ハヤテの友人。
エリオット (Eliot)
声 - 皆川純子
ゲン・フーの弟子。
ブラッド・ウォン (Brad Wong)
声 - 石塚運昇
中国人の拳士。
レイファン (Leifang)
声 - 冬馬由美
ジャン・リーを目標にしている太極拳使いの少女。
ヒトミ (Hitomi)
声 - 堀江由衣
父から教わった空手で戦う少女。デフォルトコスチュームは白い道着で、白い鉢巻をしている。
ハヤテ (Hayate)
声 - 緑川光
かすみの兄で霧幻天神流の頭領。

### DLCキャラクター
女天狗 (Nyotengu)
声 - 佐藤朱
1000年以上を生きる、黒い羽を生やした伝説の天狗。
予約特典で追加されるダウンロードコンテンツ（DLC）キャラクター。
フェーズ4 (Phase-4)
声 - 桑島法子
かすみのクローンを元に作られた試作兵器の第4段階。フードをかぶっている。
デジタルデラックス版、コレクターズエディション、最強パッケージで使用可能なDLCキャラクター。
不知火舞 (Mai)
声 - 小清水亜美
SNKの『THE KING OF FIGHTERS XIV』からのゲスト参戦キャラクター。シーズンパス1に含まれるDLC。2019年6月18日に配信開始。
『デッド オア アライブ5』に引き続きゲスト参戦キャラクターとして登場。
クーラ・ダイアモンド（Kula）
声 - かかずゆみ
SNKの『ザ・キング・オブ・ファイターズXIV』からのゲスト参戦キャラクター。シーズンパス1に含まれるDLC。2019年6月18日に配信開始。
紅葉 （Momiji）
声 - 皆口裕子
隼の里のくノ一。『NINJA GAIDEN』からのゲスト参戦キャラクター。シーズンパス2に含まれるDLC。2019年9月19日に配信開始。
レイチェル（Rachel）
声 - 富沢美智恵
ヴィゴル帝国の魔神ハンター。『NINJA GAIDEN』からのゲスト参戦キャラクター。シーズンパス3に含まれるDLC。2019年12月17日配信開始。
たまき（Tamaki）
声 - 大西沙織
服飾デザイナー。『デッド オア アライブ エクストリーム ヴィーナス バケーション』からのゲスト参戦キャラクター。2020年3月10日から配信開始。

## 経緯
- 2019年1月25日
  - Taipei Game Show 2018において、プロデューサーの新堀洋平が『DEAD OR ALIVE 6』のステージイベントに登壇した。『DOA6』をeスポーツに対応させることを明らかにした[12]。
- 2019年2月28日
  - 電撃オンラインの記事にて、プロデューサー新堀洋平は、「『今回は硬派だ』って言われる」「かすみのデフォルトのコスチュームは以前より露出が少ない」との発言を行った[13]。
- 2019年3月1日
  - 『DOA6』発売。初週の売上は、24,876本（日本国内のみの集計）[14]。ロビーマッチ（ネット対戦の一種）が未実装だった。
- 2019年3月4日
  - この日のインプレスの記事（2月18日収録）によると、プロデューサーの新堀洋平が「歴代のかすみのメインである青の忍装束、あれですら最初は無くそうと考えていたんです。」と発言した。つまり、「瑠璃光」を廃止する予定だったことが明らかになった[15]。
- 2019年3月15日
  - 『DOA6』製品版の発売から2週間で「基本無料版」がダウンロード可能になった。製品版と比べてストーリーモードの序章しか遊べないことと使用可能キャラクターが4人しかいないことを除けば、製品版と同じ内容であった。ただし、有料で全ストーリーモードを遊べるようにしたり、使用可能キャラを増やすことが可能[16]。
- 2019年4月11日
  - Ver.1.03bがリリースされ、未実装だったロビーマッチが追加された[11]。
- 2019年5月16日
  - Ver.1.05がリリースされ、サイドアタックがゲージを消費するように変更[17]。
- 2019年7月26日
  - Webサイト"eSports World"にて、『DOA6』のプロゲーマー輝Rock選手とシオロジカ選手が『DOA6』を批判する記事が掲載された。両者ともに「新システムはシンプルだが、既存システムが難解すぎる。技も多すぎる。」と『DOA6』を批判した[18]。
- 2020年2月5日
  - 世界最大の格闘ゲーム大会「EVO 2020」の種目が発表されたが、『DOA6』はそれに含まれていなかった[19]。
- 2020年2月25日
  - Ver.1.20がリリースされ、PS4版のみ課金することによってキャラクターの髪の毛の色が変更できるようになった。しかし、髪の毛の色を一回変える毎に課金が必要であった[11]。
  - 後の3月31日にリリースされたVer.1.21aから一度の課金によって、1つの髪型のための髪の色を全て買い取れるように修正された[11]。
- 2020年3月31日
  - 公式ツイッターにて、2020年4月中旬を最後に新規ダウンロードコンテンツとバージョンアップデートが無期限休止になるとの告知が行われた（アーケード版のアップデートは、2020年春を最後とされた）[20]。
- 2020年4月14日
  - 家庭用の最後のアップデートが行われた（Ver.1.22）[11]。この後もネット対戦やダウンロードコンテンツの購入は可能である。
- 2020年6月19日
  - 紅葉のDLC「『ガスト』コラボコスチューム」において、正しいモデルが表示されない不具合を修正するパッチ（v1.22a）が配信された[21]。
- 2020年8月5日
  - アーケード版がVer1.06へアップデートされた。家庭用のv1.22aに相当する[22]。
- 2021年3月31日
  - プロデューサーの新堀洋平が、自身のTwitterアカウント（@Shimbori_x）でコーエーテクモを退職したことを宣言した[23]。

## 問題

### 設計図問題
『DOA6』のコスチュームを集めるためには、コスチュームの設計図とオーナーポイント（ゲーム内のコイン）が必要になる。設計図とオーナーポイントは、ゲームをプレイをすることによって貯まる。特にオンライン対戦をすると貯まりやすい。
発売当初「コスチューム設計図ドロップ10倍キャンペーン」を実施していた。それでもオンライン対戦で獲得できる設計図は20〜30程度に過ぎず、コスチュームを一つ獲得するために100から1000程度の設計図が必要であった。しかも入手できる設計図は使用キャラのものではなく、全ての使用可能キャラの全てのコスチュームの中からランダムに選ばれる。その上、多くのコスチュームは500以上の設計図が必要なため凄まじい作業プレイが必要であった。
これには多くの批判があり、2019年3月4日に設計図の入手量が最大100倍に変更された。あくまでも最大100倍なので、1倍のときもある（つまり発売当初の10倍キャンペーン時よりも少なくなることもあった）。さらに2019年3月15日のアップデートVer1.02で使用したキャラの設計図が優先的に入手できるように変更された。ただし、使用キャラのどのコスチュームの設計図が入手できるのかはランダムのままであった。
プロデューサーの新堀洋平は「コスチュームの設計図は、最終調整がお客さまが望むものとは違っていたことを、多くの方からお叱りを受けて知りました。もっと楽しんでいただくつもりだったので、とても反省しています。」と謝罪した。

### サイドアタック問題
発売当初、強力なサイドアタックが無制限に使えたので、サイドアタックを乱用するプレイヤーが多いことが問題になっていた。
『DOA6』プロゲーマーのシオロジカ選手は、「攻撃を仕掛けた側が有利を取ってさらに攻撃を繰り出せる状況になったとしても、この「サイドアタック」で返されてしまう危険性がある。つまり、攻撃側なのに警戒してガードせざるをえない場面も出てくるわけです。有利を取っているのに読み合いではなくガードしなければならないくらい、当初の「サイドアタック」は強力でした。」とサイドアタックを批判していた。
2019年5月16日にリリースされたVer.1.05でサイドアタックがブレイクゲージを25%消費しないと発動できない仕様に変更されたため、この問題はある程度改善した。

## eスポーツ化の頓挫とアップデート無期限休止
本作は世界最大の格闘ゲーム大会であるEVOに代表されるeスポーツへ採用される事を睨み、キャラクターの描写などを従来シリーズから大きく路線変更したとされる。
JeSUのeスポーツライセンスを取得したものの、EVO 2019およびEVO 2020では実施種目に選出されず、家庭用版およびアーケード版ともに発売・稼働開始後約1年1ヶ月でアップデートが無期限休止となった。

## コラボレーション
SNK
SNKの対戦格闘ゲーム『THE KING OF FIGHTERS XIV』から不知火舞とクーラ・ダイアモンドがゲスト参戦している。
ダンベル何キロ持てる?
2019年11月29日からTVアニメ『ダンベル何キロ持てる?』のキャラクターが描かれた称号が期間限定で配信開始された。